# 野村啓介
野村 啓介（のむら けいすけ、1975年2月15日 - ）は、日本の俳優。茨城県牛久市出身。身長175 cm、 体重63 kg。福田雄一が主宰する劇団ブラボーカンパニー所属

## 出演

### 映画
- 『神の左手悪魔の右手』2006
- 『Presents～うに煎餅』2007
- 『劇場版　ミューズの鏡～マイプリティドール～』2012
- 『HK 変態仮面』2013
- 『女子ーズ』2014
- 『吠えても届かない』2014
- 『新宿スワン』2015
- 『任侠野郎』2016 KATSU-do
- 『HK 変態仮面 アブノーマル・クライシス』2016
- 『銀魂』2017
- 『銀魂2 掟は破るためにこそある』2018
- 『BOLT』2019
- 『劇場版ほんとうにあった怖い話　事故物件芸人』2021
- 『劇場版ほんとうにあった怖い話　事故物件芸人２』2021
- 『僕たちは変わらない朝を迎える』2021
- 『偽りのないhappy end』2021
- 『きみの正義ぼくの正義』2022
- 『散歩時間～その日を待ちながら～』2022
- 『悪魔がはらわたでいけにえで私』2023
- 『復讐のワサビ』2024[1]
- 『笑えない世界』2025公開予定[2]

### テレビドラマ
- 『独身3!!』2003年10月10日-12月19日 テレビ朝日
- 『君が思い出になる前に』2004年7月6日-9月14日 フジテレビ
- 『オンナノドク』2005年8月17日 フジテレビ
- 『女変装捜査官』パート2 2005年5月14日 テレビ朝日
- 『33分探偵』2008年8月2日-9月27日 フジテレビ
- 『プロゴルファー花』2010年4月8日-7月8日 日本テレビ
- 『勇者ヨシヒコと魔王の城』2011年7月8日-9月23日 テレビ東京 レギュラー出演 村人、アイドル、スカウトマン役等
- 『勇者ヨシヒコと悪霊の鍵』2012年10月12日-12月21日 テレビ東京 レギュラー出演 村人、エルフ役等
- 『コドモ警察』第6話　2012年4月17日-6月19日　MBS TBS
- 『ショムニ2013』2013年7月10日-9月18日 フジテレビ
- 『裁判長っ!おなか空きました!』第3話　2013年10月20日 日本テレビ 江田徹役
- 『タイムスクープハンター』シーズン6 第1話～見えざる戦い！ほら貝吹き編 行平八郎役 2014年4月5日 NHK
- 『福家警部補の挨拶』第3話 プロデューサー増本役 2014年1月14日-3月25日 フジテレビ
- 『アオイホノオ』 2014年7月18日-9月26日 テレビ東京
- 『タイムスパイラル』 2014年 NHK-BSプレミアム
- 『私たちがプロポーズされないのには、101の理由があってだな』 第14話 LaLaTV　2015年
- 『火の見櫓』 谷口役（主演） 2015年 上田ケーブルTV
- 『5人のジュンコ』 2015年11月21日-12月19日 WOWWOW
- 『勇者ヨシヒコと導かれし七人』 レギュラー出演 マッツー、緑の男など 2016年10月7日-12月23日 テレビ東京
- 『今日から俺は!! (テレビドラマ)』 第2話 太田役 2018年10月14日-12月16日 日本テレビ
- 『聖☆お兄さん』 第II紀 第7話 2019年10月12日 NHK
- 『文豪少年!』〜ジャニーズJr.で名作を読み解いた〜 第1話 2021年3月21日 WOWOW
- 『志村けんとドリフの大爆笑物語』2021年12月27日 フジテレビ
- 『持続可能な恋ですか?〜父と娘の結婚行進曲〜』 第1・3・4話 -勅使河原雄介役 2022年4月19日-6月21日 TBS
- 『Sister』 第1話-坂本役 2022年10月27日 日本テレビ

### 配信ドラマ
- 『図書館mini戦争』 - THE FIRST MISSION - 2015年9月18日 YouTube
- 『ニーチェ先生』 2016年1月21日-3月23日 Hulu
- 『おじさん取り扱い説明書』 2019年7月11日 MINE
- 『東京、愛だの、恋だの』 第3話2021年9月11日 - 10月16日 Paravi

### CM・広告
- 『Playbest』 三国志名将伝 2020年12月11日-
- 『吉野家』WEB限定CM テイクアウト編 2017年4月27日-
- 『日立製作所』 世界ふしぎ発見!30周年記念CM 2017年1月21日-
- 『日通』×『マレフィセント』 夏の引越キャンペーン スクープ編 2014年6月4日-

### ミュージックビデオ
- Official髭男dism - ミックスナッツ (2022)

### 舞台
- 娯楽版 蟹工船『立つる波』（2024年）[3]